# Bitka na Beli gori
Bitka na Beli gori (češko: Bitva na Bílé hoře, 8. november 1620) je bila prva bitka v Tridesetletni vojni. V tej bitki se je bojevalo 20.000 Čehov in plačancev pod vodstvom Kristijana Anhaltskega proti 25.000 vojakom združenih armad svetorimskega cesarja Ferdinanda II. pod vodstvom Karla Bonaventure Buquoyskega in katoliške lige pod vodstvom grofa Johana Tzerclaesa. Poraz čeških sil v bitki na hribu z imenom Bela gora (češ. Bílá Hora) v bližini Prage (danes del tega mesta) je pomenila konec češkega sodelovanja v tridesetletni vojni. Kralj Frederik V. (od tod ime Zimski Kralj) in kraljica Elizabeta sta pobegnila iz države.